# Музейна педагогіка
Музе́йна педаго́гіка — галузь діяльності, що здійснює передачу культурного досвіду на основі міждисциплінарного та поліхудожнього підходу через педагогічний процес в умовах музейного середовища. Особливу роль при викладанні в школі фізики та астрономії грає музей технічної думки й технічної творчості.
Цілі, що ставляться перед педагогом при цьому виді діяльності:
- здатність пробуджувати інтерес до пізнання світових цивілізацій і культури народів світу, технічного прогресу, рідної природи через музей та його колекції
- виховання дбайливого, шанобливого ставлення до музейних пам'яток як частини культури та формування розуміння єдності природи, культури та технічного прогресу.

Музейна педагогіка — це наукова дисципліна на стику музеєзнавства, педагогіки та психології, що розглядає музей як освітню систему.
При цьому йдеться не про просте використання будівлі музею для проведення уроків, а співпраця музею та школи на рівних умовах. Музей здатен формувати особистісне емоційне ставлення до експонатів, створити відповідні умови для формування світогляду, творчих здібностей.

## Історія поняття
Термін вперше ввів у 1934 році в науковий обіг К. Фрізен, Німеччина.

## Дитячі музеї
Діяльність дитячих музеїв спрямована не на запам'ятовування суми знань, а на розвиток бажання та вміння вчитися. Перший дитячий музей було відкрито в 1899 році в Брукліні (Нью-Йорк, США), на території України засновником такого інституту в Харкові в 1920 році став Ф. Шміт.